# Roman Rupp
Roman Rupp (25 gennaio 1964) è un ex sciatore alpino austriaco.

## Biografia
Discesista puro originario di Sankt Andrä, Rupp in Coppa del Mondo ottenne il primo piazzamento il 25 gennaio 1987 sulla Streif di Kitzbühel (14º) e conquistò l'unico podio il 13 gennaio 1989 nella medesima località (3º); ai Mondiali di Vail 1989 fu 9º, suo unico piazzamento iridato. L'ultimo risultato della sua carriera agonistica fu il 30º posto ottenuto nella discesa libera di Coppa del Mondo disputata il 25 gennaio 1992 a Wengen; non prese parte a rassegne olimpiche.

## Palmarès

### Coppa del Mondo
- Miglior piazzamento in classifica generale: 34º nel 1990
- 1 podio:
  - 1 terzo posto

### Campionati austriaci
- 1 medaglia[1]:
  - 1 bronzo (discesa libera nel 1986)